# Palazzo Corigliano (Nápoly)
A Palazzo Corigliano (régi nevén Palazzo Sangro) egy palota Nápoly történelmi óvárosában. A 18. század során került a Corigliano hercegek tulajdonába. A későbbiekben számos átalakításon ment keresztül: az utolsó a 19. században történt Gaetano Genovese megbízásából. Ennek ellenére sok elemet megtartottak az eredeti épületből. Ma a Keleti Tudományok Intézetének a otthont.